# Wasserschnegel
Der Wasserschnegel (Deroceras laeve) ist eine Nacktschneckenart aus der Familie der Ackerschnecken (Agriolimacidae), die in die Unterordnung der Landlungenschnecken (Stylommatophora) gestellt wird. Die Art lebt in dauernd feuchten Biotopen und soll sich auch tagelang unter Wasser aufhalten können.

## Merkmale
Der Wasserschnegel wird adult im ausgestreckten Zustand 15 bis 25 mm lang. Der Mantel ist relativ groß und nimmt etwa 50 % der Körperlänge ein. Der Kiel ist abgestumpft und kurz. Der Rand der Atemöffnung ist etwas heller gefärbt als der Mantel. Die Farbe variiert von dunkelbraun, über hellgrau bis zu fast schwarz, meist noch mit undeutlichen, etwas dunkleren Flecken, die gruppenweise angeordnet sind. Der Schleim ist farblos und, die Sohle einheitlich blassbraun gefärbt. Bei dieser Art ist häufig der Penis reduziert; diese Tiere pflanzen sich durch Selbstbefruchtung fort.

## Fortpflanzung
Der Wasserschnegel besitzt einen extrem kurzen Lebenszyklus, unter günstigen Bedingungen von etwa einem Monat. In Mitteleuropa werden daher bis zu fünf Generationen pro Jahr gebildet. Die Tiere sind Zwitter, bei einem Teil der Tiere ist jedoch der Penis weitgehend reduziert. Sie pflanzen sich durch Selbstbefruchtung fort. Die Eiablage erfolgt mehrmals in Gruppen von etwa 7 bis 22 Stück. Die Eier sind farblos und durchsichtig. Sie messen etwa 1,1 bis 2 mm. Größe und Form variieren während des Lebens stark. Meist werden zuerst kleine und mehr rundliche Eier abgelegt, später werden die Eier größer und haben meist etwas längliche Formen. Die Eizahl nimmt dafür ebenfalls etwas ab. Die Entwicklung der Eier dauert (in Mitteleuropa) etwa 18 bis 21 Tage, ist aber stark temperaturabhängig. Zum Schlüpfzeitpunkt sind die Tierchen bereits 3 bis 4 mm lang. Unter besonders günstigen Umständen können die Tiere bereits nach einem Monat geschlechtsreif sein. In Mitteleuropa sind sie mit neun bis elf Wochen geschlechtsreif. In der Regel werden die Tiere etwa 1 Jahr alt, unter Laborbedingungen auch 1,5 Jahre.

## Lebensweise, Vorkommen und Verbreitung
Die Art war ursprünglich holarktisch verbreitet. Inzwischen ist sie aber mit Ausnahme der Antarktis weltweit verschleppt. Die Art lebt in permanent feuchten Biotopen, wie Gewässerränder, Sümpfe, Sumpfwälder, aber auch in Gewächshäusern. In der Regel ist die Art auf das Flachland und die Mittelgebirge beschränkt. In den Alpen steigt die Art bis auf 1800 m an. Sie besitzt eine hohe Toleranz gegen Kälte und Wärme und kommt heute von den subpolaren Regionen bis zu den Tropen vor. Aufgrund der schnellen Generationsfolge können neue Biotope rasch besiedelt werden. In geeigneten Biotopen ist der Wasserschnegel eine häufige Art. In Gewächshäusern kann er mitunter als Schädling wahrgenommen werden.
Der Wasserschnegel ist eine der wenigen Landlungenschnecken, die freiwillig ins Wasser gehen soll und tagelang untergetaucht leben können. Dieses Verhalten wird von Frömming jedoch bezweifelt. Untergetauchte Tiere hält er für zufällig ins Wasser gefallene Tiere, die dann wieder ans Ufer kriechen. Auch die Eier sollen gelegentlich im Wasser abgelegt werden und sich auch unter Wasser entwickeln können. Häufig seilen sich die Tiere an einem Schleimfaden hängend ab, um zu starker Besonnung und eventueller Austrocknung zu entkommen. Es sind aktive Tiere, die relativ schnell kriechen. Die Tiere sind Allesfresser, jedoch wird frisches und totes Pflanzenmaterial bevorzugt. Kannibalismus wurde ebenfalls beobachtet.
Der Wasserschnegel ist auch als Eiräuber von Pegomyia betae Curtis (Echte Fliegen = Muscidae) und Epilachna varivestis Mulsant (Marienkäfer = Coccinellidae) nachgewiesen.